# فرینی شنایدر
فرینی شنایدر ورزشکار زن رشتهٔ اسکی آلپاین اهل کشور سوئیس است. وی در بین سال‌های ‎۱۹۸۸ تا ۱۹۹۴ میلادی در مسابقات بازی‌های المپیک زمستانی در مجموع ۵ مدال، شامل ۳ مدال طلا و ۱ نقره و ۱ برنز را کسب کرد.